# 抱きしめたい (グラント・グリーンのアルバム)
『抱きしめたい』（だきしめたい、原題：I Want to Hold Your Hand）は、アメリカ合衆国のジャズ・ギタリスト、グラント・グリーンが1965年に録音・1966年に発表したスタジオ・アルバム。

## 解説
グリーンのリーダー・アルバムとしては、『トーキン・アバウト』（1964年9月録音・1965年発表）、『ストリート・オブ・ドリームス』（1964年11月録音・1967年発表）に引き続きラリー・ヤングとエルヴィン・ジョーンズをリズム・セクションに迎えて録音され、本作にはハンク・モブレーも参加した。なお、グリーンは1961年3月26日、モブレーのリーダー・アルバム『ワークアウト』（発表は1962年）の録音でサイドマンを務めている。収録曲はいずれもカヴァーで、古典的なジャズ・スタンダードと本作制作当時のヒット曲に大別され、タイトル曲はビートルズのカヴァーで、ボサノヴァにアレンジされている。
スティーヴ・ヒューイはオールミュージックにおいて5点満点中4.5点を付け「このカルテットは、リズムにおける相互作用と、ソロにおけるハーモニーの選択の両方において、繊細な先進性を示している」「グリーン、ヤング、ジョーンズのチームは、オルガン/ギターのコンボとしては特に洗練された作品を生み出しており、『抱きしめたい』は、その中でも特に愛すべき作品である」と評している。

## 収録曲
1. 抱きしめたい - "I Want to Hold Your Hand" (John Lennon, Paul McCartney) - 7:24
2. スピーク・ロウ - "Speak Low" (Kurt Weill, Ogden Nash) - 7:14
3. 星影のステラ - "Stella by Starlight" (Victor Young, Ned Washington) - 6:31
4. コルコヴァド（静かな夜） - "Corcovado (Quiet Nights)" (Antônio Carlos Jobim) - 6:00
5. ジス・クッド・ビー・ザ・スタート・オブ・サムシング - "This Could Be the Start of Something" (Steve Allen) - 7:08
6. アット・ロング・ラスト・ラヴ - "At Long Last Love" (Cole Porter) - 7:17

## 参加ミュージシャン
- グラント・グリーン - ギター
- ハンク・モブレー - テナー・サクソフォーン(#5を除く全曲)
- ラリー・ヤング - ハモンドオルガン
- エルヴィン・ジョーンズ - ドラムス